# Ferrières-Saint-Hilaire
Ferrières-Saint-Hilaire település Franciaországban, Eure megyében. Lakosainak száma 428 fő (2022. január 1.). Ferrières-Saint-Hilaire Broglie, Chamblac, Grand-Camp, Treis-Sants-en-Ouche és Mesnil-en-Ouche községekkel határos.

## Népesség
A település népességének változása:
| Lakosok száma | 238  | 372  | 374  | 386  | 416  | 416  | 419  | 419  | 416  | 428  |
|               | 1968 | 1982 | 1990 | 2006 | 2013 | 2015 | 2017 | 2019 | 2020 | 2022 |